# Jerntronen
Jerntronen er et metonym for det fiktive monarki i Westeros og navnet på monarkens fysiske trone i fantasybogserien A Song of Ice and Fire af George R. R. Martin. HBO's filmatisering af serien, Game of Thrones, har gjort tv-seriens version af tronen til et kulturikon for hele mediefranchisen. I 2013 udtalte Martin "Sig 'Game of Thrones', og så tænker folk på HBO-Jerntronen."
Martin har i sin bog The World of Ice & Fire (2014) kaldt afbildningen af tronen for "helt rigtig". Han har gentagne gange kommenteret at ingen af de tidligere repræsentationer af tronen - inklusive dem i bøger, spil og tv-serien - har lignet det, som han havde i tankerne, da han skrev romanerne.
Tronen blev introduceret i Kampen om tronen (1996). Den blev skabt af Aegon Erobreren fra Huset Targaryen efter han havde fået kontrol over De Syv Kongeriger. Den blev fremstillet af sværdene fra hans besejrede fjender, der blev svejset sammen med drageild. Den står i Westeros' hovedstad King's Landing i fæstningen Reed Keep.